# وایدن (میسیسیپی)
وایدن (به انگلیسی: Vaiden) شهرکی در ایالت میسیسیپی کشور ایالات متحده آمریکا است که جمعیت آن در سرشماری سال ۲۰۱۰ میلادی، ۷۳۴ نفر بوده‌است.